# NGC 7275
NGC 7275 est une galaxie spirale vue par la tranche située dans la constellation de Pégase. Sa vitesse par rapport au fond diffus cosmologique est de 6 200 ± 23 km/s, ce qui correspond à une distance de Hubble de 91,4 ± 6,4 Mpc (∼298 millions d'al). NGC 7275 a été découverte par l'astronome allemand Albert Marth en 1863.
La classe de luminosité de NGC 7275 est I et elle présente une large raie HI.
À ce jour, quatre mesures non basées sur le décalage vers le rouge (redshift) donnent une distance de 83,725 ± 19,076 Mpc (∼273 millions d'al), ce qui est à l'intérieur des valeurs de la distance de Hubble. Notons cependant que c'est avec la valeur moyenne des mesures indépendantes, lorsqu'elles existent, que la base de données NASA/IPAC calcule le diamètre d'une galaxie et qu'en conséquence le diamètre de NGC 7275 pourrait être d'environ 41,4 kpc (∼135 000 al) si on utilisait la distance de Hubble pour le calculer.
La base de données NASA/IPAC mentionne que NGC 7275 fait partie du triplet WBL 680